# 쌍용 체어맨
쌍용 체어맨(SsangYong Chairman)은 KGM에서 1997년부터 2018년까지 생산·판매한 대한민국의 대표적인 대형 세단 및 리무진이었다.

## 1세대(W100)

### 체어맨(1997년10월~2003년9월)

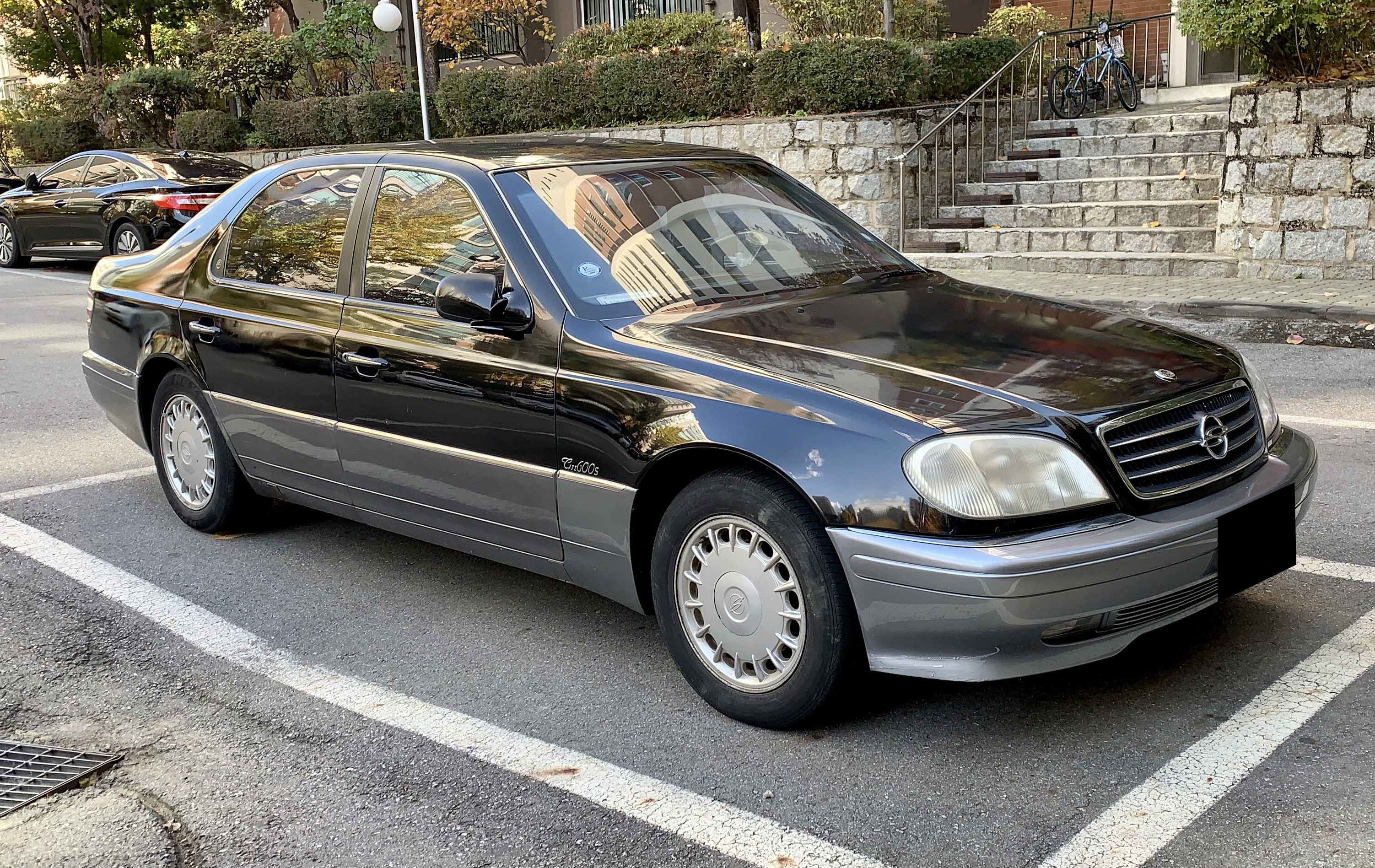
쌍용 체어맨 (전기형) 정측면

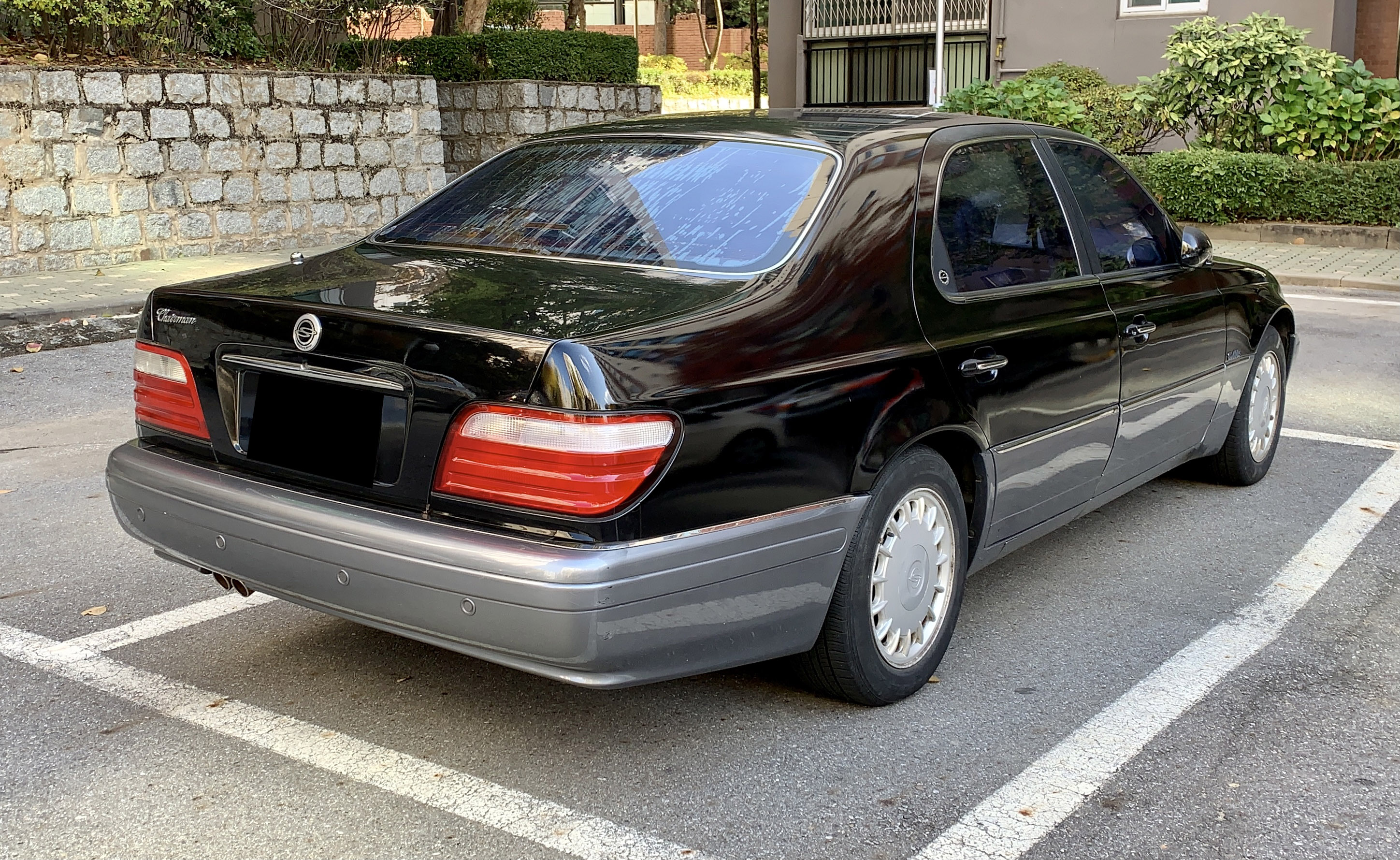
쌍용 체어맨 (전기형) 후측면

쌍용자동차가 메르세데스-벤츠와 부문별 기술 도입 계약을 맺고, 메르세데스-벤츠 E 클래스(W124)의 플랫폼을 활용하여 개발하였다. SUV와 트럭만 만들던 쌍용자동차의 첫 번째 승용차로, 1997년 9월 25일 생산공장 준공과 동시에 생산이 시작되어 10월 14일에 출시되었다. 메르세데스-벤츠의 수석 디자이너인 갈리첸 도르프가 디자인 개발에 참여하여 메르세데스-벤츠의 승용차와 흡사하고, 대형차임에도 다이내믹한 모습이 특징이다. 이를 견제한 메르세데스-벤츠가 체어맨의 익스테리어 변경과 선진국 시장에 대한 수출 자제 등을 요청하기도 하였다. 대한민국산 승용차 최초로 5단 자동변속기와 연비창이 표시되는 트립 컴퓨터를 적용하였다. 당시 경쟁 차종이던 현대 다이너스티의 리무진 사양이 뒷문을 늘린 것과는 달리, 체어맨의 리무진 사양은 B 필러를 늘렸다. 1998년에는 대우자동차(한국GM의 전신)가 쌍용자동차를 인수하여 대우 체어맨이 출시되었고, 당시 대우자동차의 패밀리 룩이던 3분할 라디에이터 그릴이 적용되었으나, 차체 디자인과 어울리지 못하다는 심각한 혹평을 받았다. 2000년에 쌍용자동차가 대우자동차에서 분리되며, 기존의 쌍용자동차 엠블럼이 들어간 라디에이터 그릴이 다시 적용되었다. 1999년 4월에 영국의 여왕인 엘리자베스 2세가 대한민국을 방문하였을 때 의전용 차량으로 채택되기도 하였다. 2000년 3월에는 직렬 6기통 2.8L 엔진과 직렬 6기통 3.2L 엔진 외에 직렬 4기통 2.3L 엔진을 얹은 보급형 트림인 CM400이 추가되었다. 2001년 4월에는 세로 바가 적용된 신규 라디에이터 그릴, 우적 감시 센서 내장 와이퍼, 오토 라이트 컨트롤 등이 적용되었다.

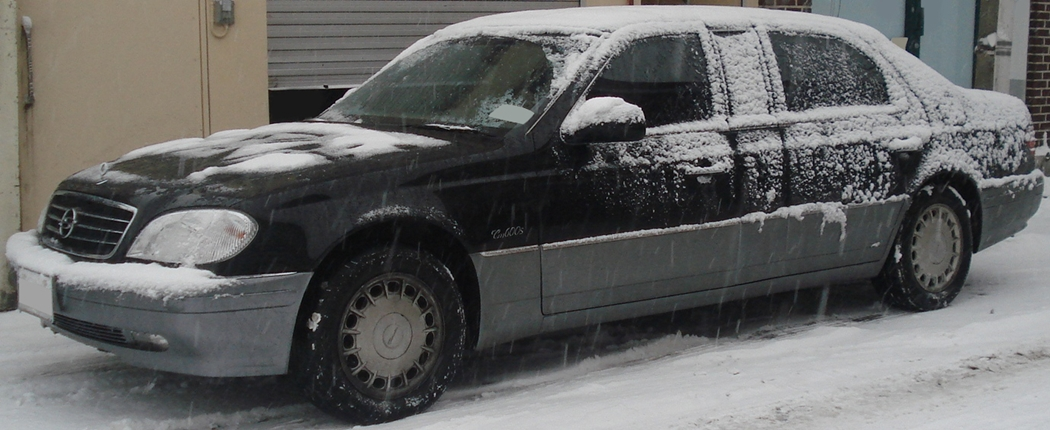
쌍용 체어맨 리무진 (전기형) 정측면
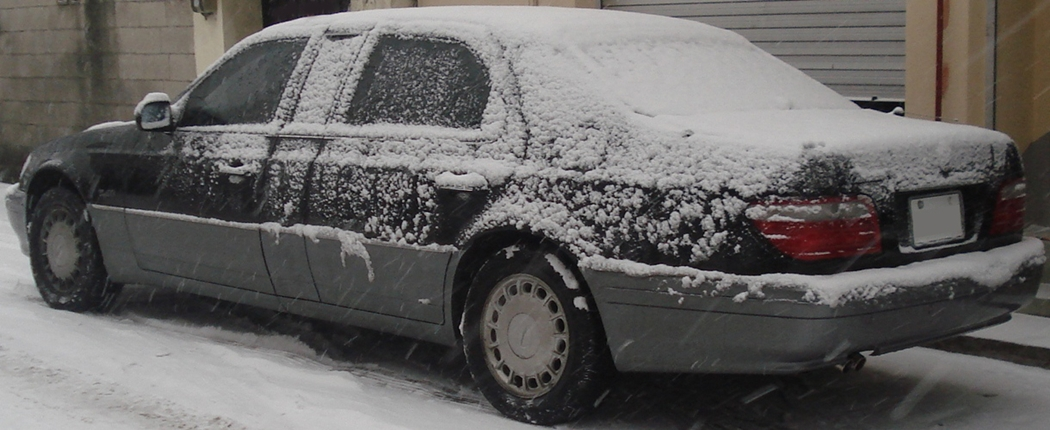
쌍용 체어맨 리무진 (전기형) 후측면
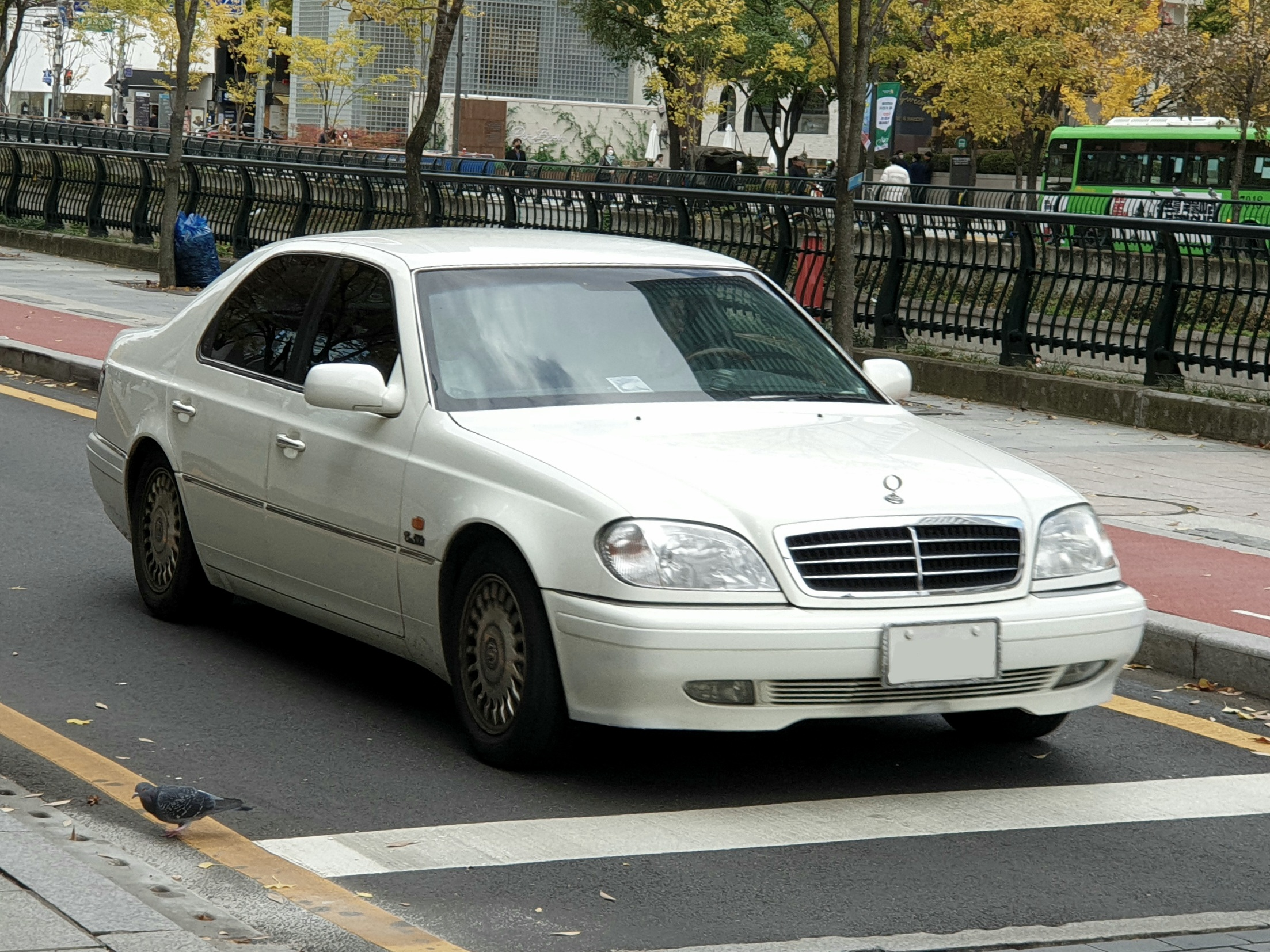
쌍용 체어맨 (후기형) 정측면
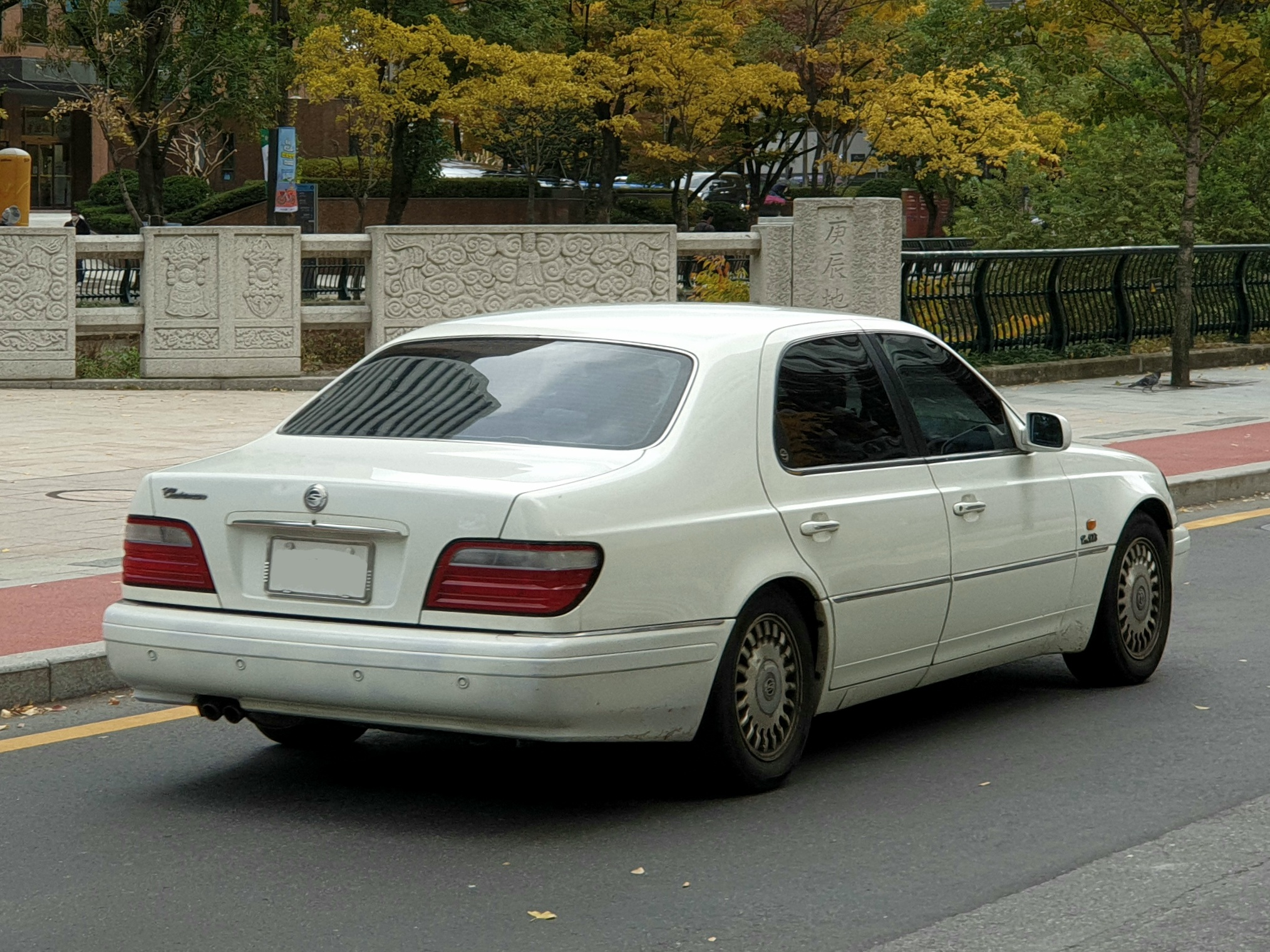
쌍용 체어맨 (후기형) 후측면
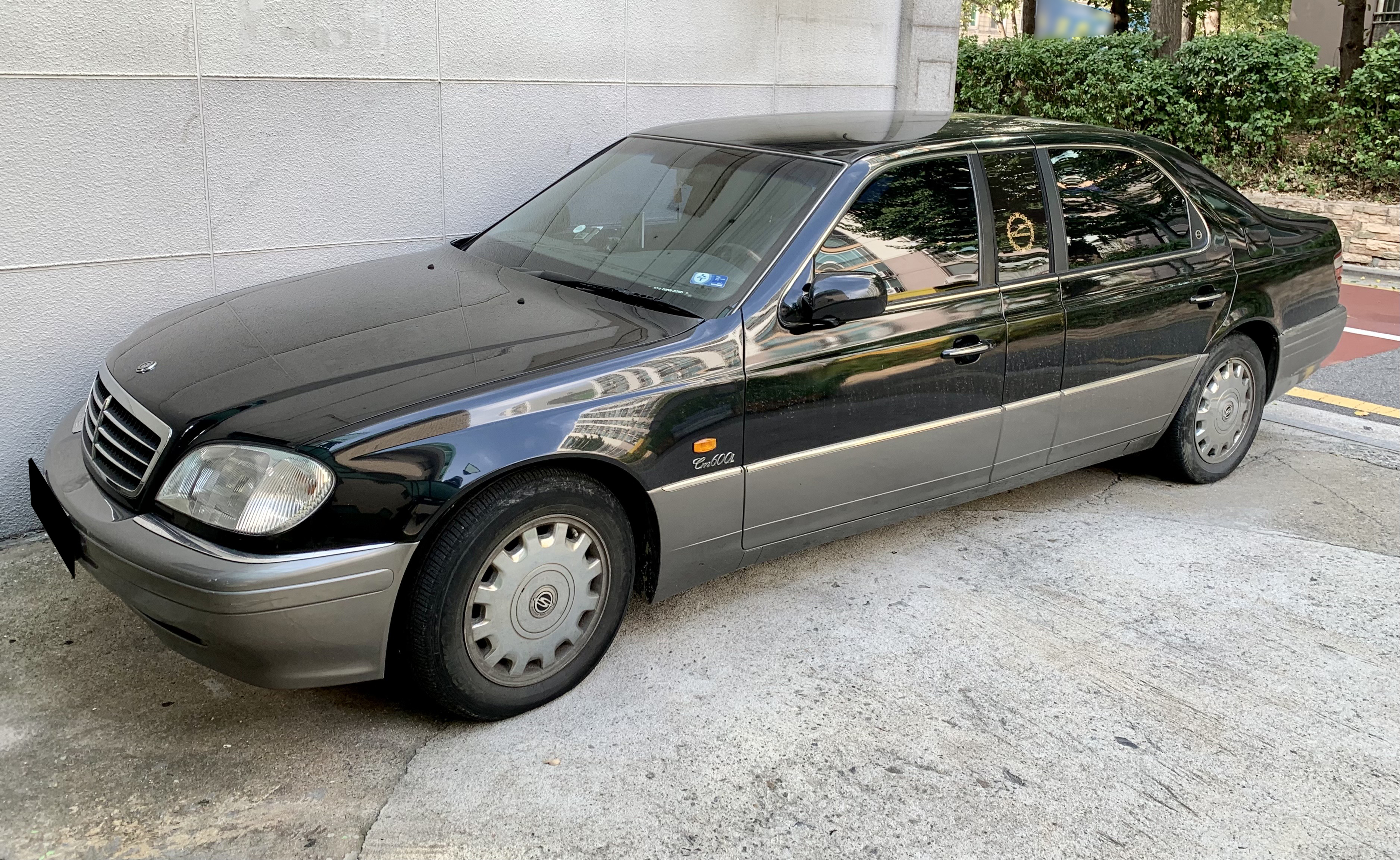
쌍용 체어맨 리무진 (후기형) 정측면
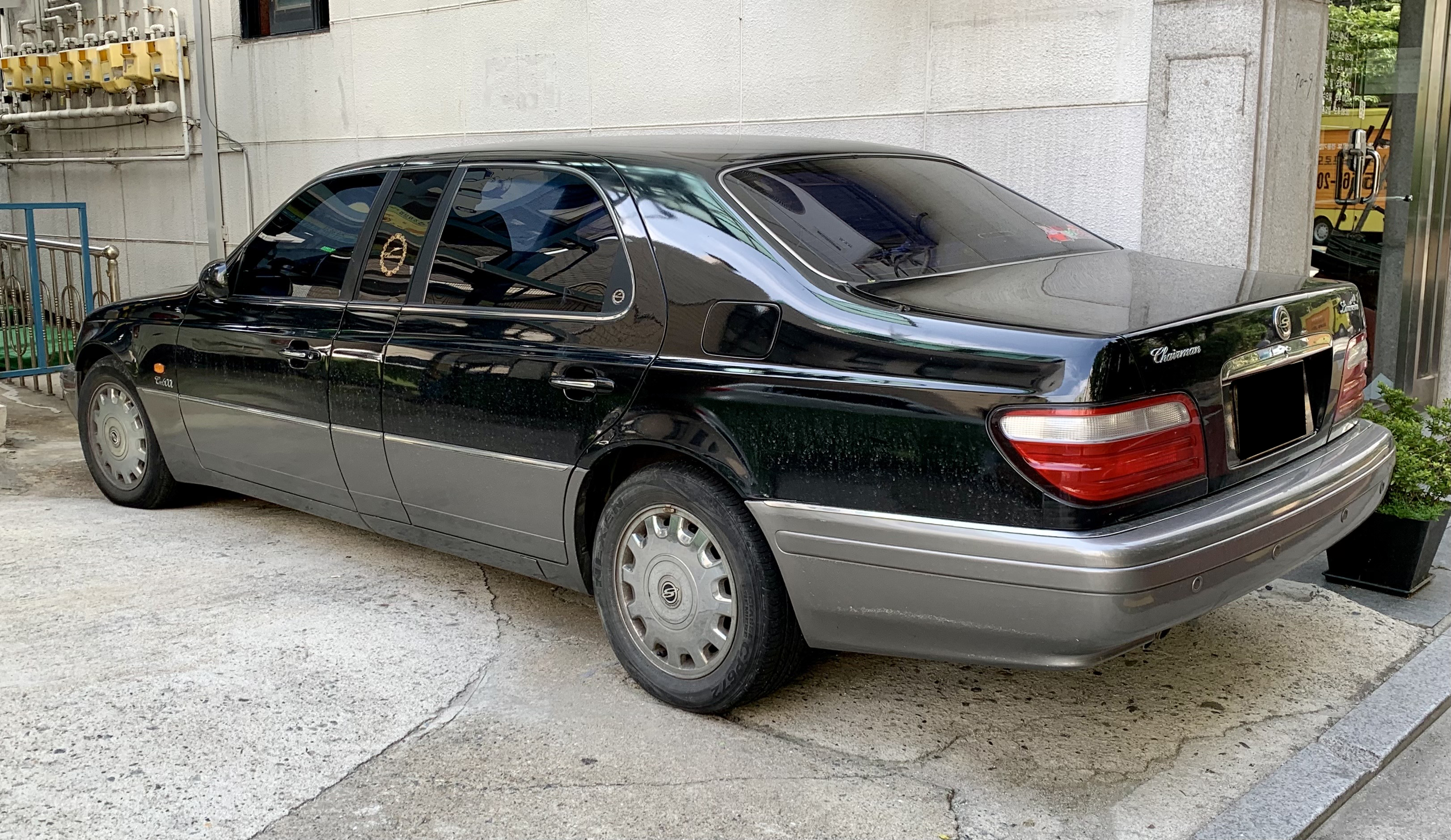
쌍용 체어맨 리무진 (후기형) 후측면

#### 제원
| 구분                 | 체어맨 직렬 4기통 2.3L                                                  | 체어맨 직렬 6기통 2.8L                    | 체어맨 직렬 6기통 3.2L                    |
| -------------------- | ----------------------------------------------------------------------- | ----------------------------------------- | ----------------------------------------- |
| 전장 (mm)            | 5,055                                                                   | 5,055                                     | 5,055 5,355(리무진)                       |
| 전폭 (mm)            | 1,825                                                                   | 1,825                                     | 1,825                                     |
| 전고 (mm)            | 1,465                                                                   | 1,465                                     | 1,465 1,475(리무진)                       |
| 축거 (mm)            | 2,900                                                                   | 2,900                                     | 2,900 3,200(리무진)                       |
| 윤거 (전, mm)        | 1,550                                                                   | 1,550                                     | 1,550                                     |
| 윤거 (후, mm)        | 1,540                                                                   | 1,540                                     | 1,540                                     |
| 승차 정원            | 5명                                                                     | 5명                                       | 5명                                       |
| 변속기               | 자동 4단 자동 5단                                                       | 자동 5단                                  | 자동 5단                                  |
| 서스펜션 (전/후)     | 댐퍼 스트럿/멀티 링크                                                   | 댐퍼 스트럿/멀티 링크                     | 댐퍼 스트럿/멀티 링크                     |
| 구동 형식            | 후륜 구동                                                               | 후륜 구동                                 | 후륜 구동                                 |
| 엔진 형식            | 161974                                                                  | 162944                                    | 162                                       |
| 연료                 | 가솔린                                                                  | 가솔린                                    | 가솔린                                    |
| 배기량 (cc)          | 2,295                                                                   | 2,799                                     | 3,199                                     |
| 최고 출력 (ps/rpm)   | 150/5,500                                                               | 197/5,500                                 | 220/5,500                                 |
| 최대 토크 (kg*m/rpm) | 22.4/4,000                                                              | 27.6/3,750                                | 32.0/3,800                                |
| 연비 (km/L)          | 9.2(자동 4단)/ 9.6(자동 5단) (이후 8.2(자동 4단)/ 8.8(자동 5단)로 변경) | 9.1(자동 5단) (이후 7.9(자동 5단)로 변경) | 8.6(자동 5단) (이후 7.7(자동 5단)로 변경) |

### 뉴 체어맨(2003년9월~2008년1월)

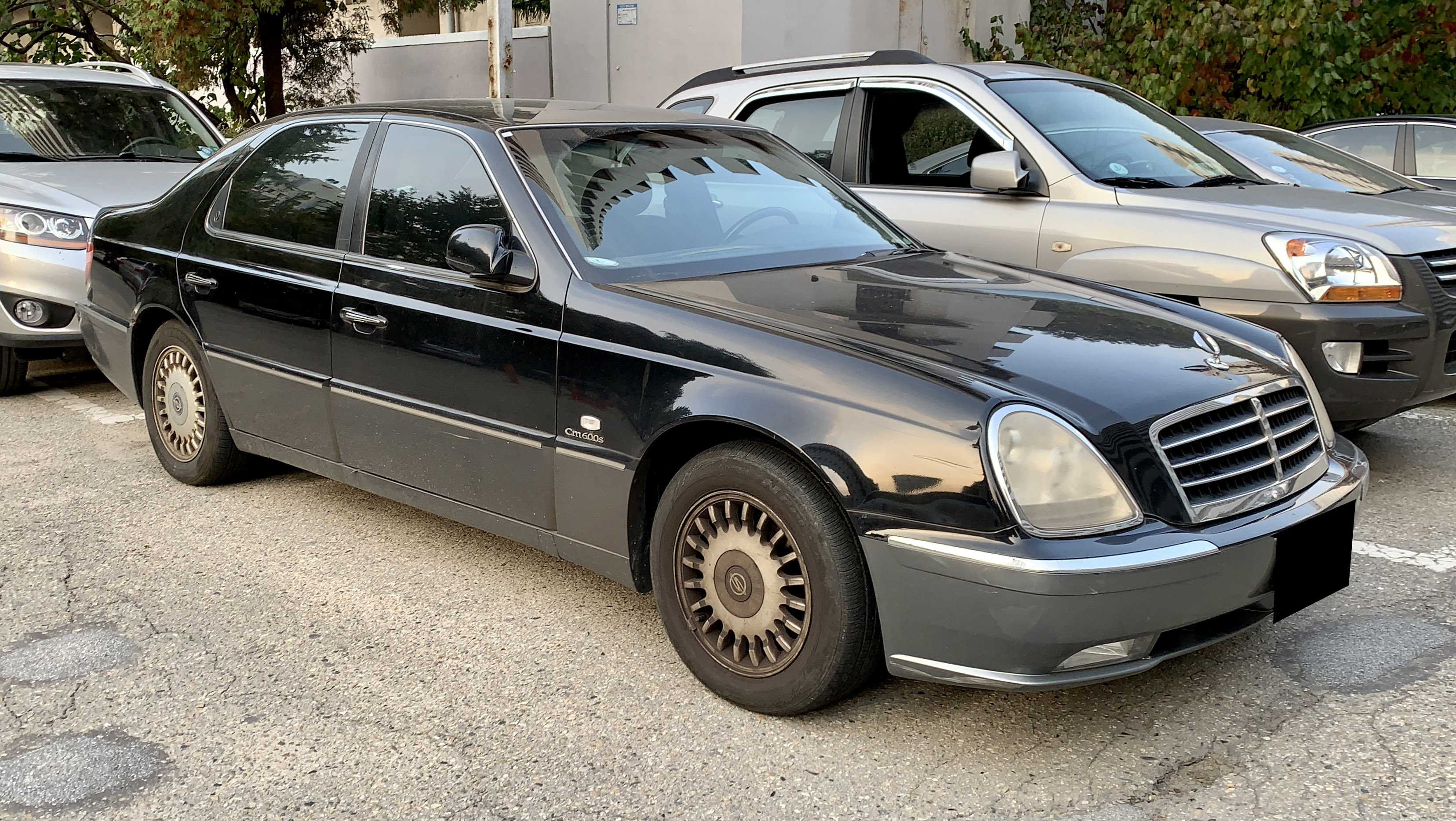
쌍용 뉴 체어맨 정측면

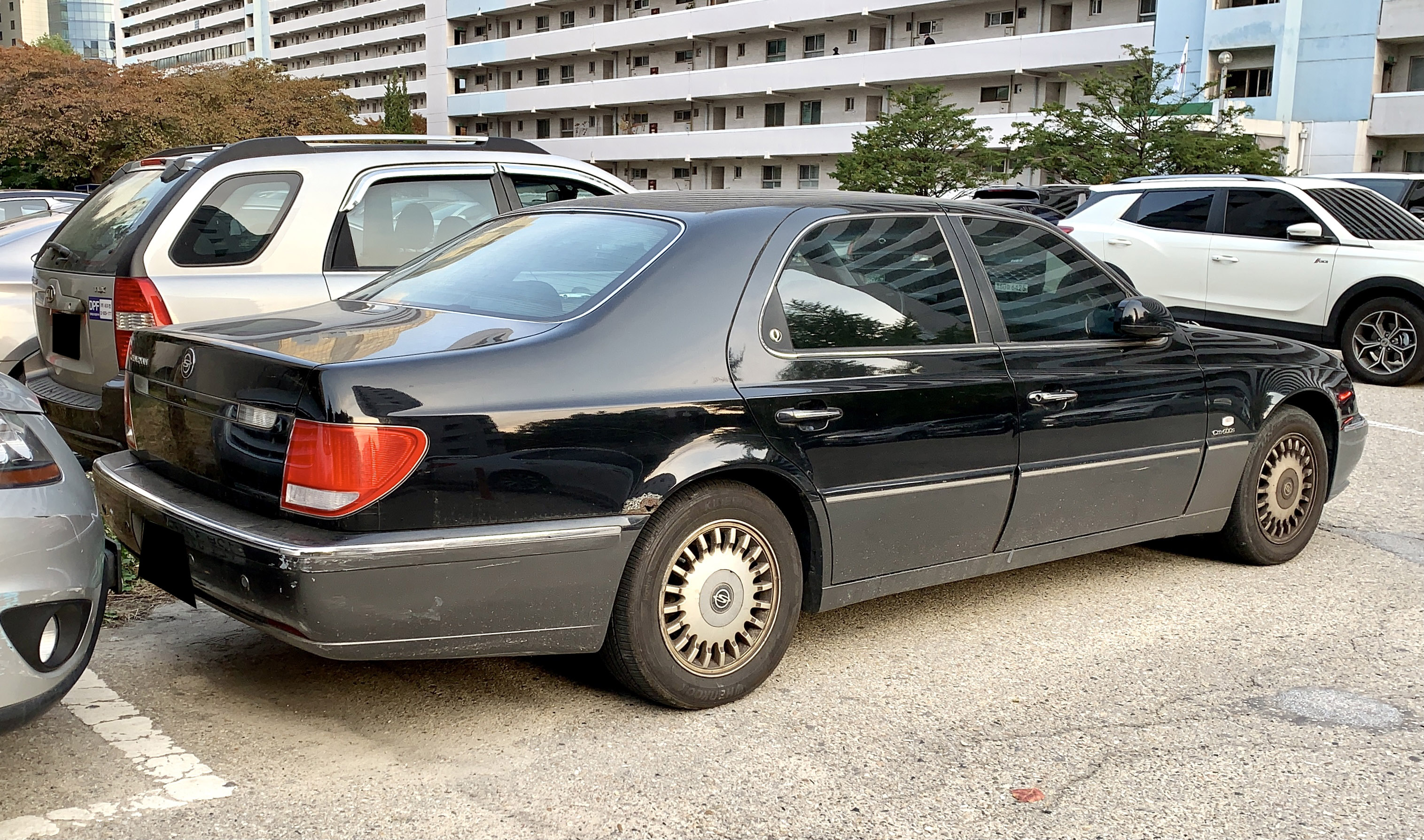
쌍용 뉴 체어맨 후측면

출시 6년 만인 2003년 9월 25일에 출시되었다. 페이스 리프트를 거쳐 익스테리어는 다이내믹한 모습을 유지함과 동시에 보수적인 느낌을 가미하였다. 아날로그 계기판이 디지털 계기판으로 바뀌는 등 인테리어를 고급스럽게 다듬었다. 또한 DVD 형태의 내비게이션을 대한민국산 차 최초로 갖추었다. 옛 체어맨의 직렬 4기통 2.3L 엔진에는 4단 자동변속기도 조합하였으나, 뉴 체어맨부터는 4단 자동변속기가 사라져 5단 자동변속기만 남게 되었다. 2005년 3월 11일에는 타이어 공기압 경보 장치(TPMS), 전자 제어 에어 서스펜션(EAS), 전자동 파킹 브레이크(EPB)가 적용된 뉴 테크 트림을 선보였다. 2006년 1월에는 판매량이 부진한 직렬 4기통 2.3L 엔진이 단종되었다. 2006년 6월 15일에는 휠 디자인과 후드 엠블럼 및 스티어링 휠 로고가 변경되었고, LED 사이드 리피터 내장 사이드 미러, 차선 이탈 경고 시스템(LDWS) 등이 추가된 2007년형이 출시되었다.
직렬 6기통 3.6L 엔진이 탑재되었고, 범퍼와 사이드 가니쉬 색상도 변경되었다.

#### 제원
| 구분                 | 뉴 체어맨 직렬 4기통 2.3L                 | 뉴 체어맨 직렬 6기통 2.8L                 | 뉴 체어맨 직렬 6기통 3.2L                                                                         | 뉴 체어맨 직렬 6기통 3.6L                                                                         |
| -------------------- | ----------------------------------------- | ----------------------------------------- | ------------------------------------------------------------------------------------------------- | ------------------------------------------------------------------------------------------------- |
| 전장 (mm)            | 5,135                                     | 5,135                                     | 5,135 5,435(리무진)                                                                               | 5,135 5,435(리무진)                                                                               |
| 전폭 (mm)            | 1,825                                     | 1,825                                     | 1,825                                                                                             | 1,825                                                                                             |
| 전고 (mm)            | 1,465                                     | 1,465                                     | 1,465 1,475(리무진)                                                                               | 1,465 1,475(리무진)                                                                               |
| 축거 (mm)            | 2,900(2003년~2006년) 2,895(2006년~2008년) | 2,900(2003년~2006년) 2,895(2006년~2008년) | 2,900(2003년~2006년) 2,895(2006년~2008년) 3,200(2003년~2006년 리무진) 3,195(2006년~2008년 리무진) | 2,900(2003년~2006년) 2,895(2006년~2008년) 3,200(2003년~2006년 리무진) 3,195(2006년~2008년 리무진) |
| 윤거 (전, mm)        | 1,550                                     | 1,550                                     | 1,550                                                                                             | 1,550                                                                                             |
| 윤거 (후, mm)        | 1,540                                     | 1,540                                     | 1,540                                                                                             | 1,540                                                                                             |
| 승차 정원            | 5명                                       | 5명                                       | 5명                                                                                               | 5명                                                                                               |
| 변속기               | 자동 5단                                  | 자동 5단                                  | 자동 5단                                                                                          | 자동 5단                                                                                          |
| 서스펜션 (전/후)     | 댐퍼 스트럿/멀티 링크                     | 댐퍼 스트럿/멀티 링크                     | 댐퍼 스트럿/멀티 링크                                                                             | 댐퍼 스트럿/멀티 링크                                                                             |
| 구동 형식            | 후륜 구동                                 | 후륜 구동                                 | 후륜 구동                                                                                         | 후륜 구동                                                                                         |
| 엔진 형식            | 161974                                    | 162944                                    | 162                                                                                               | 163944                                                                                            |
| 연료                 | 가솔린                                    | 가솔린                                    | 가솔린                                                                                            | 가솔린                                                                                            |
| 배기량 (cc)          | 2,295                                     | 2,799                                     | 3,199                                                                                             | 3,598                                                                                             |
| 최고 출력 (ps/rpm)   | 150/5,500                                 | 197/5,500 (이후 197/6,000으로 변경)       | 220/5,500 (이후 220/6,000으로 변경)                                                               | 248/6,400                                                                                         |
| 최대 토크 (kg*m/rpm) | 22.4/4,000                                | 27.6/3,750 (이후 27.6/4,600으로 변경)     | 32.0/3,800 (이후 31.0/4,600으로 변경)                                                             | 35.0/3,300                                                                                        |
| 연비 (km/L)          | 8.8(자동 5단)                             | 7.9(자동 5단)                             | 7.7(자동 5단) (이후 7.8(자동 5단)로 변경)                                                         | 8.0(자동 5단)                                                                                     |

### 체어맨 H(2008년1월~2011년5월)

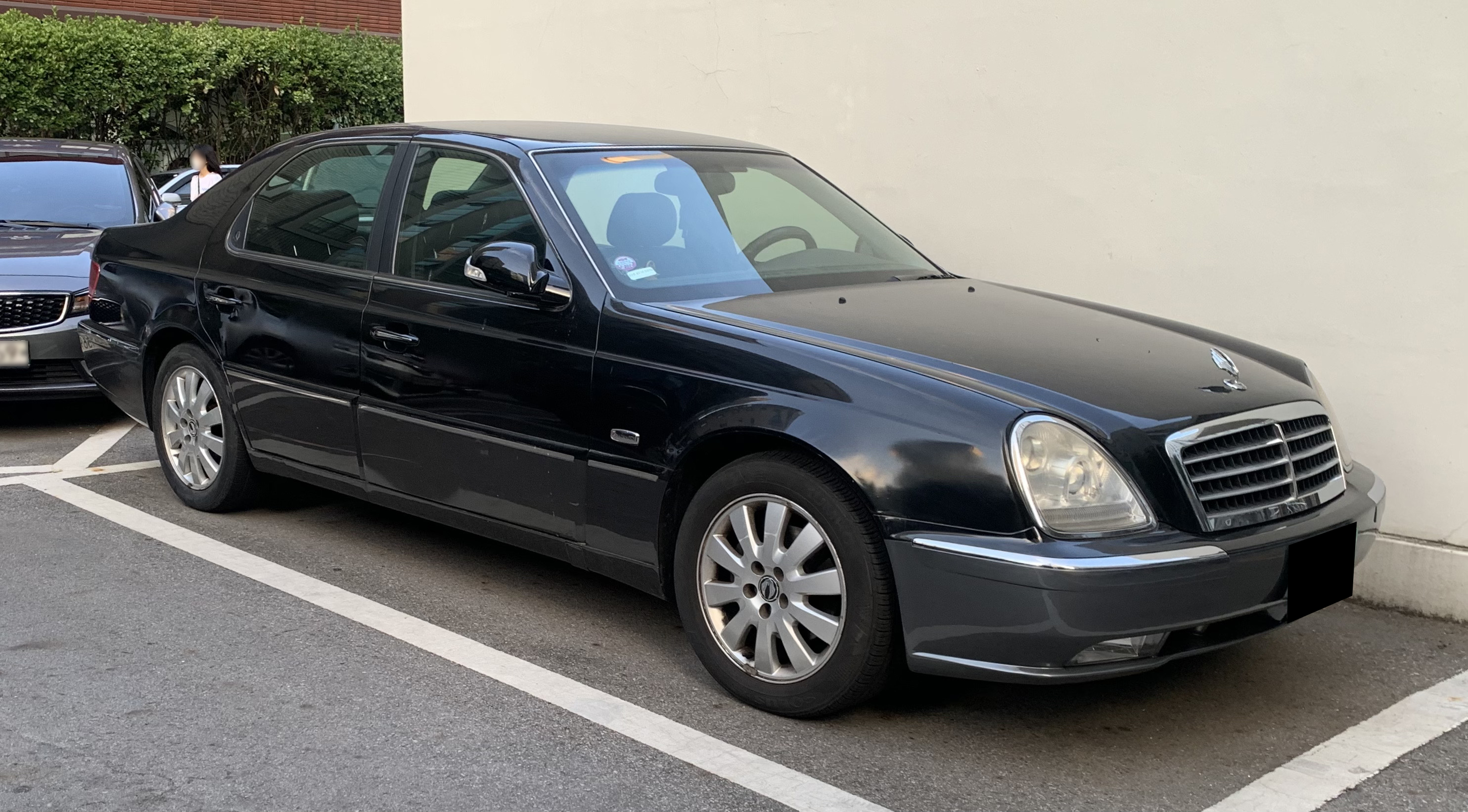
쌍용 체어맨 H 정측면

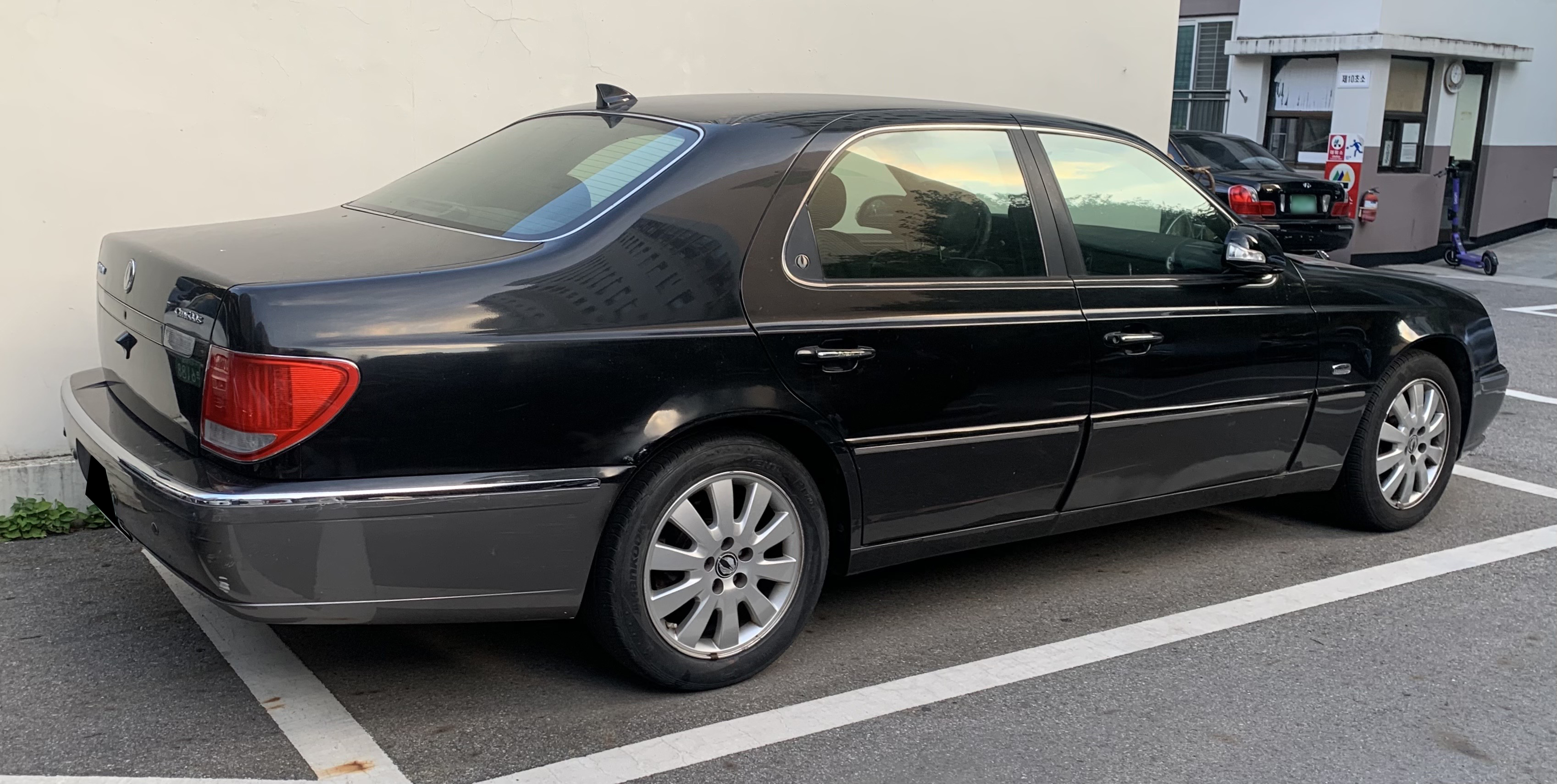
쌍용 체어맨 H 후측면

2008년 1월 3일에 기존 뉴 체어맨이 체어맨 H로 차명이 변경되었다. H는 하이 오너의 줄임말이며, 기존 뉴 체어맨에 비해 라인업이 축소되었다. 원래대로라면 뉴 체어맨은 체어맨 W가 출시됨과 동시에 단종되어야 하나, 쌍용자동차의 자금 사정상 신차 개발이 제대로 진행되지 못하여 울며 겨자먹기로 기존 뉴 체어맨의 편의 사양 및 안전 사양을 대폭 삭제해 가격을 낮춰 체어맨 W와 더불어 선택의 폭을 넓힌 것이 체어맨 H이다. 이 때문에 기존 뉴 체어맨 오너들의 반발을 사기도 했다. 이에 따라 경쟁 차종이 현대 에쿠스에서 현대 제네시스와 기아 오피러스 등으로 바뀌고말았다.

#### 제원
| 구분                 | 체어맨 H 직렬 6기통 2.8L | 체어맨 H 직렬 6기통 3.2L |
| -------------------- | ------------------------ | ------------------------ |
| 전장 (mm)            | 5,100                    | 5,100                    |
| 전폭 (mm)            | 1,825                    | 1,825                    |
| 전고 (mm)            | 1,465                    | 1,465                    |
| 축거 (mm)            | 2,895                    | 2,895                    |
| 윤거 (전, mm)        | 1,550                    | 1,550                    |
| 윤거 (후, mm)        | 1,540                    | 1,540                    |
| 승차 정원            | 5명                      | 5명                      |
| 변속기               | 자동 5단                 | 자동 5단                 |
| 서스펜션 (전/후)     | 댐퍼 스트럿/멀티 링크    | 댐퍼 스트럿/멀티 링크    |
| 구동 형식            | 후륜 구동                | 후륜 구동                |
| 엔진 형식            | 162944                   | 162                      |
| 연료                 | 가솔린                   | 가솔린                   |
| 배기량 (cc)          | 2,799                    | 3,199                    |
| 최고 출력 (ps/rpm)   | 197/6,500                | 220/6,000                |
| 최대 토크 (kg*m/rpm) | 27.0/4,600               | 31.0/4,600               |
| 연비 (km/L)          | 8.2(자동 5단)            | 7.8(자동 5단)            |

### 체어맨 H 뉴 클래식(2011년5월~2015년1월)

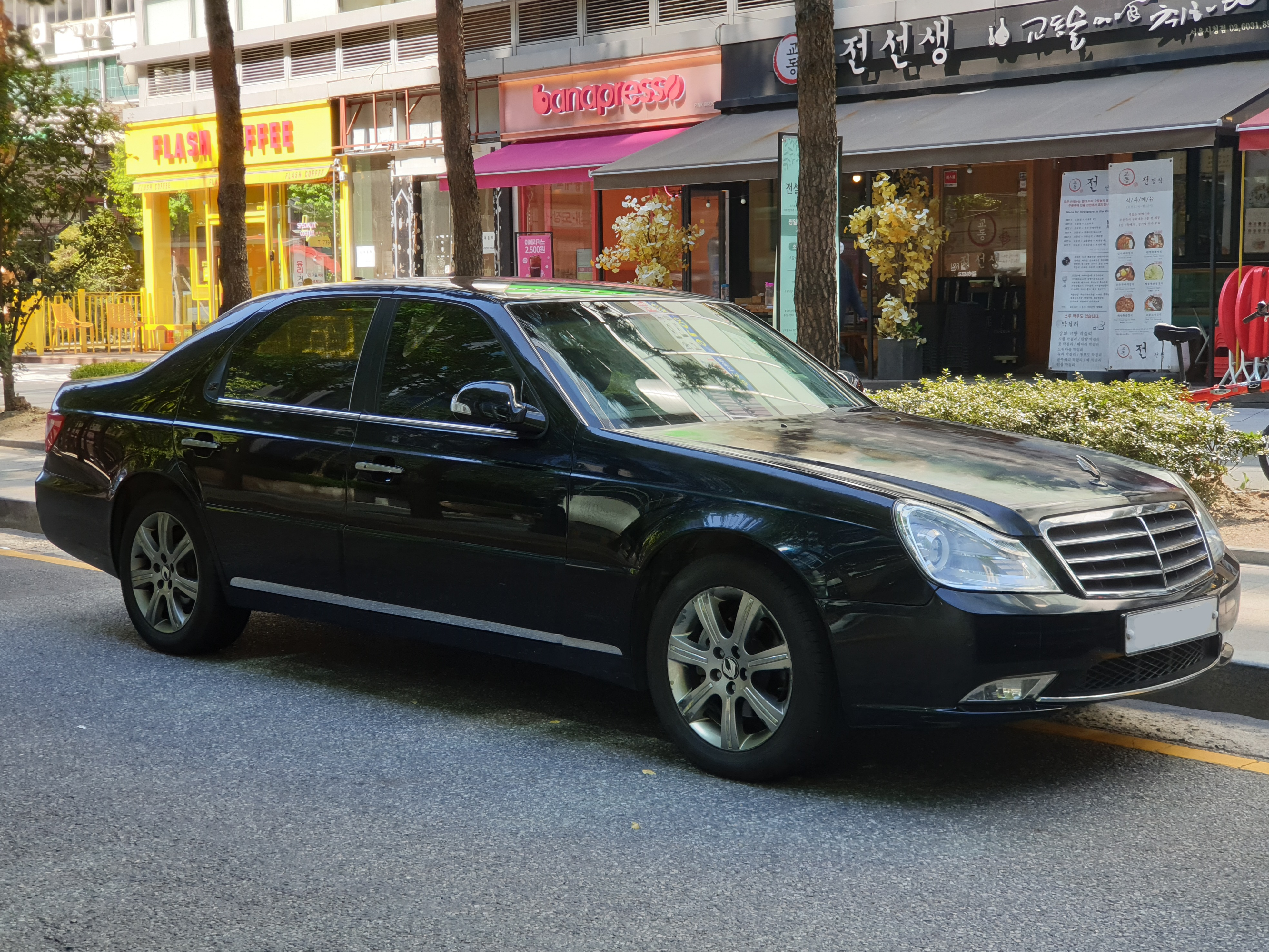
쌍용 체어맨 H 뉴 클래식 (전기형) 정측면

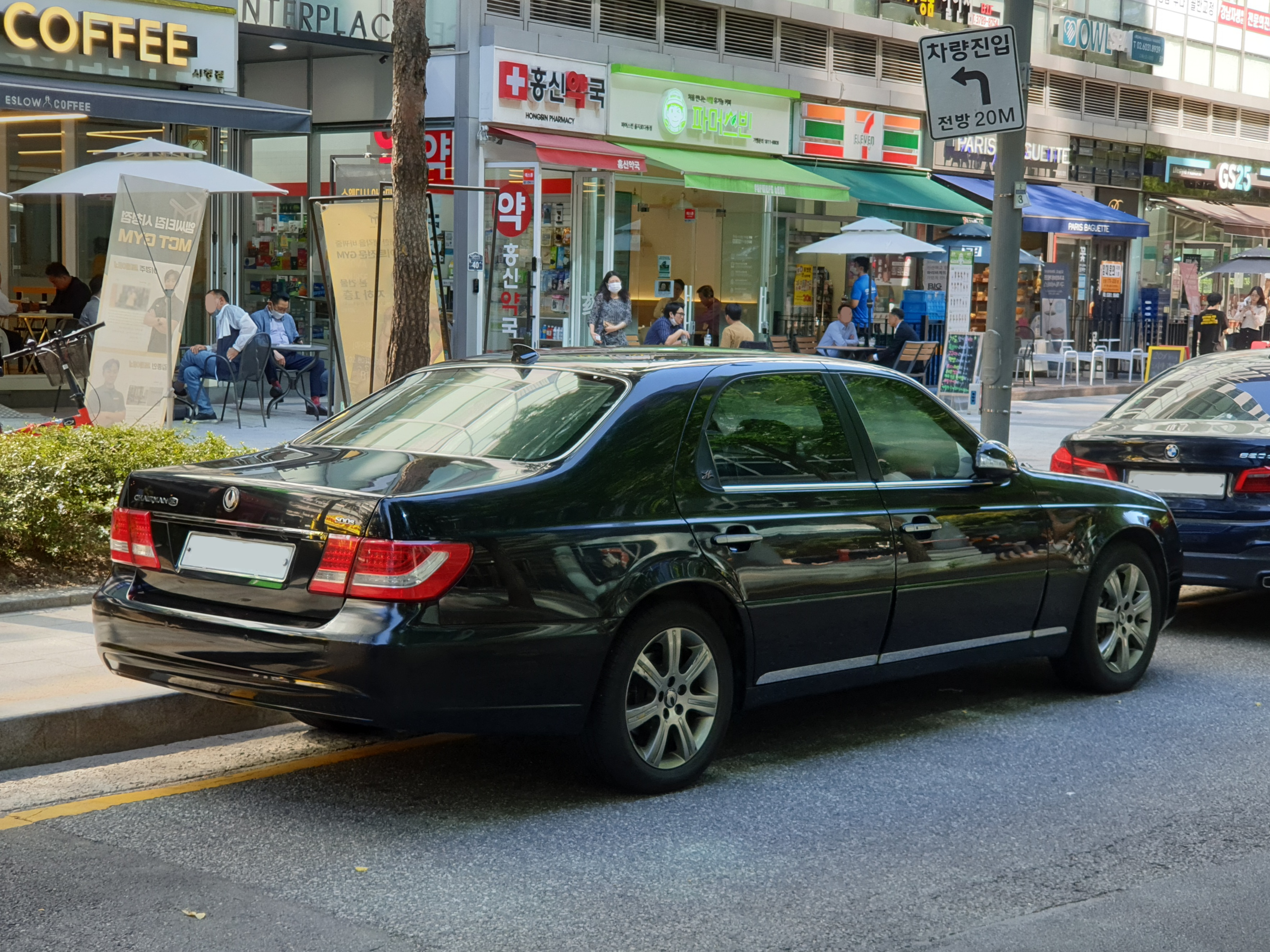
쌍용 체어맨 H 뉴 클래식 (전기형) 후측면

신선함 유지와 상품성 강화를 위해 또 다시 한번 페이스 리프트를 거쳤고, 인테리어는 대쉬보드를 바꾸었다. 2011년 3월에 열린 서울모터쇼에 처음 공개되었으며, 같은 해 5월 27일에 출시되었다. 뉴 클래식이라는 서브 네임이 또 다시 더해졌으며, 하이빔과 로우빔이 결합된 LED 라이트 가이드 내장 헤드 램프, USB 단자, 파워 아울렛, 3.5인치 LCD 내장 슈퍼비전 클러스터 등이 적용되었다. 2012년 4월 9일에는 2013년형이 출시되었으며, 세로형 라디에이터 그릴, 테일렘프 호박색 방향지시등, 듀얼암 와이퍼 등이 적용되었다. 기존에 1P였던 프론트 브레이크를 2P로 업그레이드하였고, 하만 그룹의 프리미엄 사운드 시스템과 뒷 좌석 센터 3점식 시트 벨트 등이 적용되었다. 이러한 노력에도 불구하고, 계속되는 저조한 판매 실적으로 인하여 출시된 지 약 4년 만인 2015년 1월에 단종되었다. 페이스 리프트만 거치면서 18년 이상 생산된 우려먹기 전용 차종이었다.

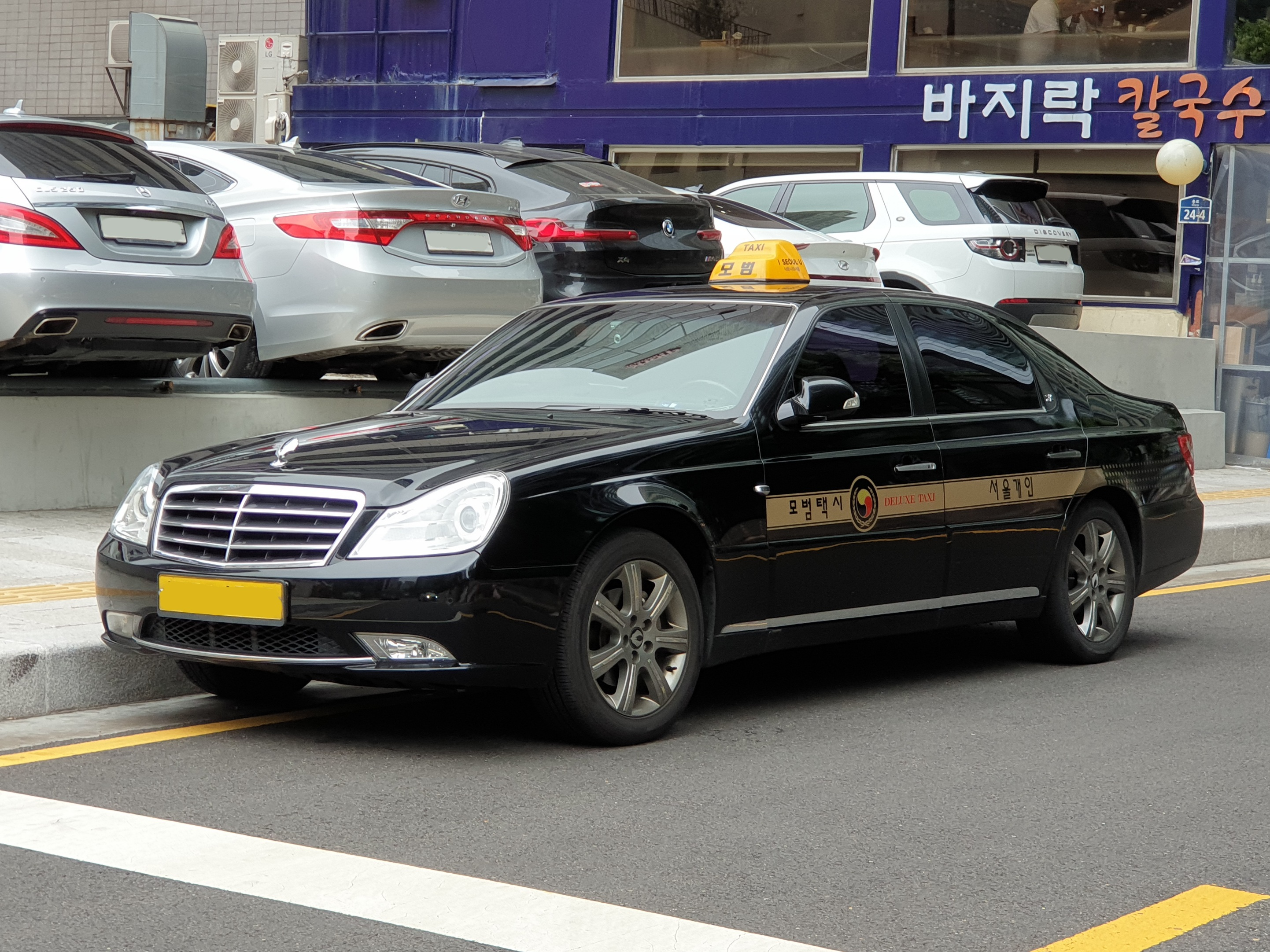
쌍용 체어맨 H 뉴 클래식 택시 (전기형) 정측면
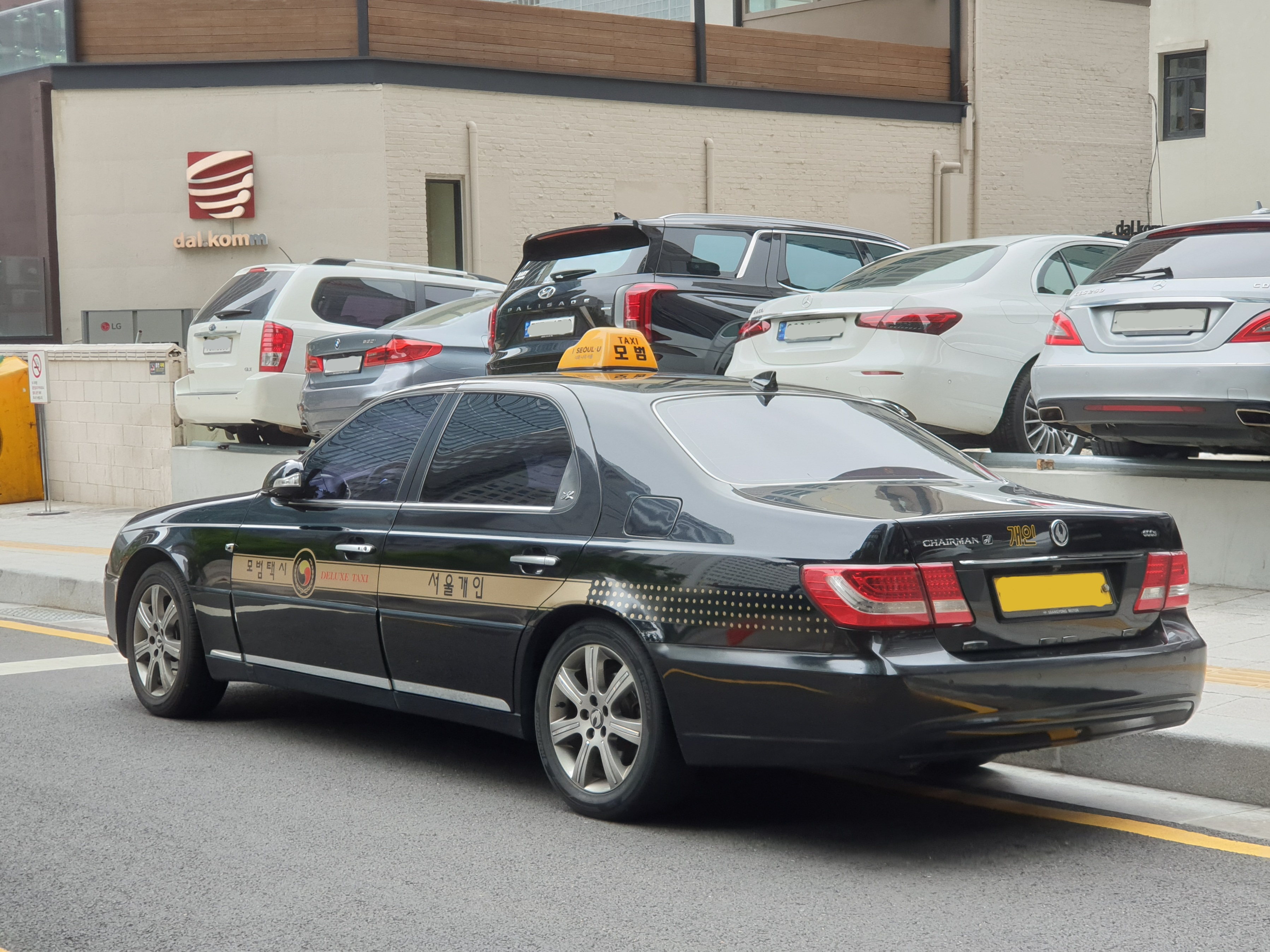
쌍용 체어맨 H 뉴 클래식 택시 (전기형) 후측면
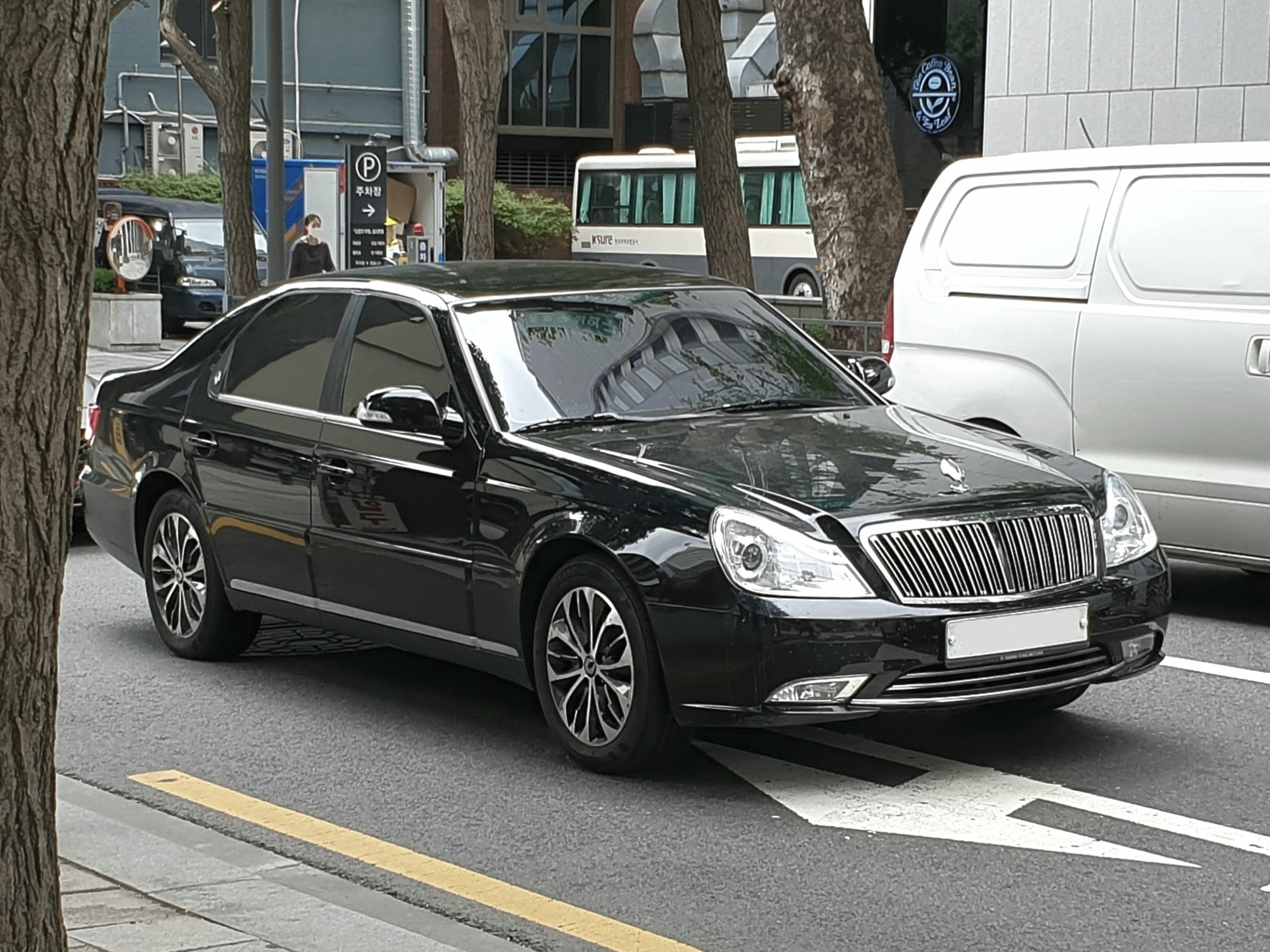
쌍용 체어맨 H 뉴 클래식 (후기형) 정측면
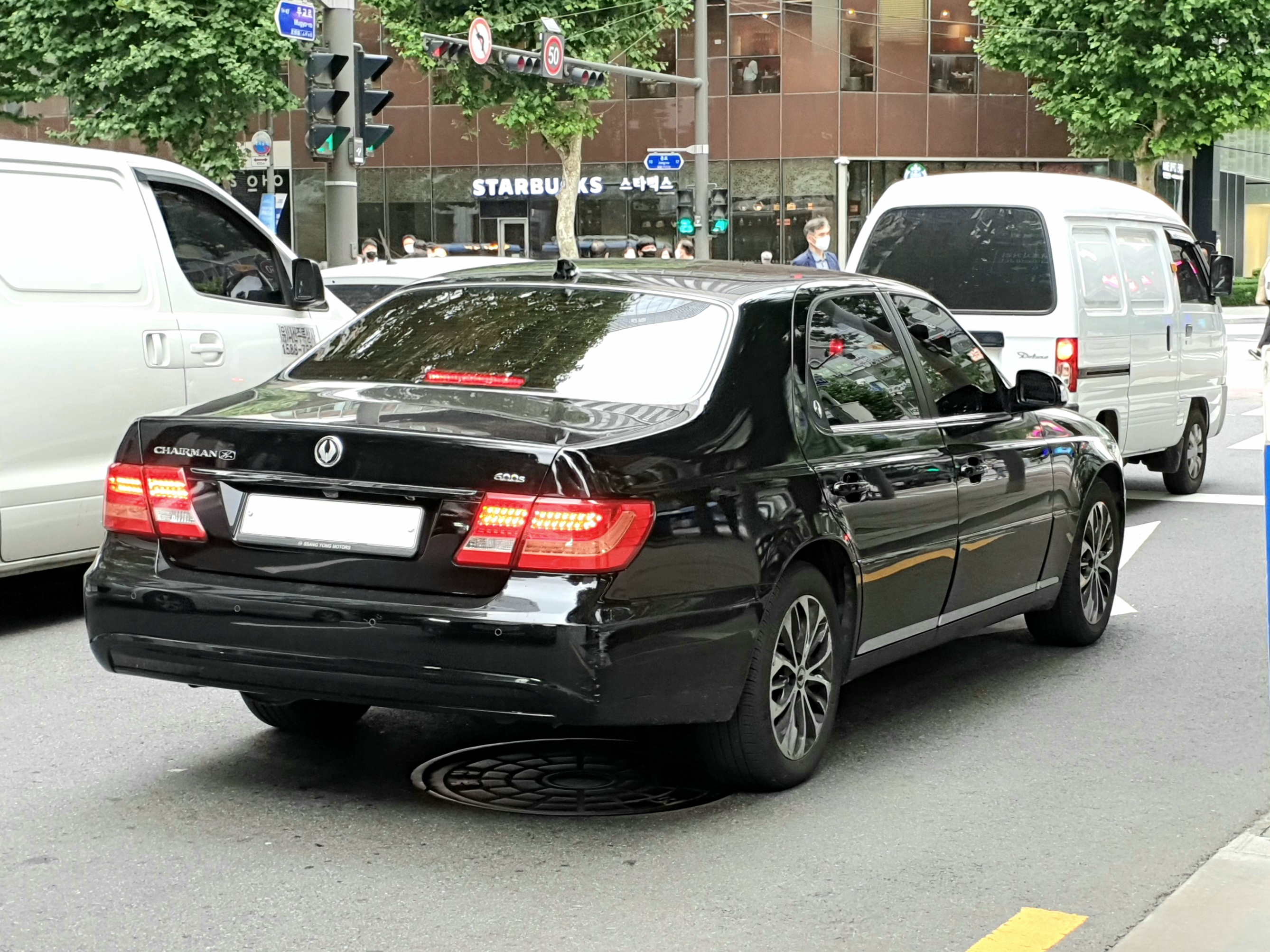
쌍용 체어맨 H 뉴 클래식 (후기형) 후측면

#### 제원
| 구분                 | 체어맨 H 뉴 클래식 직렬 6기통 2.8L                                | 체어맨 H 뉴 클래식 직렬 6기통 3.2L                                |
| -------------------- | ----------------------------------------------------------------- | ----------------------------------------------------------------- |
| 전장 (mm)            | 5,050                                                             | 5,050                                                             |
| 전폭 (mm)            | 1,825                                                             | 1,825                                                             |
| 전고 (mm)            | 1,465                                                             | 1,465                                                             |
| 축거 (mm)            | 2,895                                                             | 2,895                                                             |
| 윤거 (전, mm)        | 1,560                                                             | 1,560                                                             |
| 윤거 (후, mm)        | 1,540                                                             | 1,540                                                             |
| 승차 정원            | 5명                                                               | 5명                                                               |
| 변속기               | 자동 5단                                                          | 자동 5단                                                          |
| 서스펜션 (전/후)     | 댐퍼 스트럿/멀티 링크                                             | 댐퍼 스트럿/멀티 링크                                             |
| 구동 형식            | 후륜 구동                                                         | 후륜 구동                                                         |
| 엔진 형식            | 162944                                                            | 162                                                               |
| 연료                 | 가솔린                                                            | 가솔린                                                            |
| 배기량 (cc)          | 2,799                                                             | 3,199                                                             |
| 최고 출력 (ps/rpm)   | 200/6,600                                                         | 222/6,600                                                         |
| 최대 토크 (kg*m/rpm) | 27.0/4,600                                                        | 31.0/4,600                                                        |
| 연비 (km/L)          | 8.8(자동 5단) (이후 도심 7.4/고속 10.0/복합 8.4(자동 5단)로 변경) | 8.7(자동 5단) (이후 도심 7.5/고속 10.1/복합 8.5(자동 5단)로 변경) |

## 2세대(W200)

### 체어맨 W(2008년2월~2011년7월)

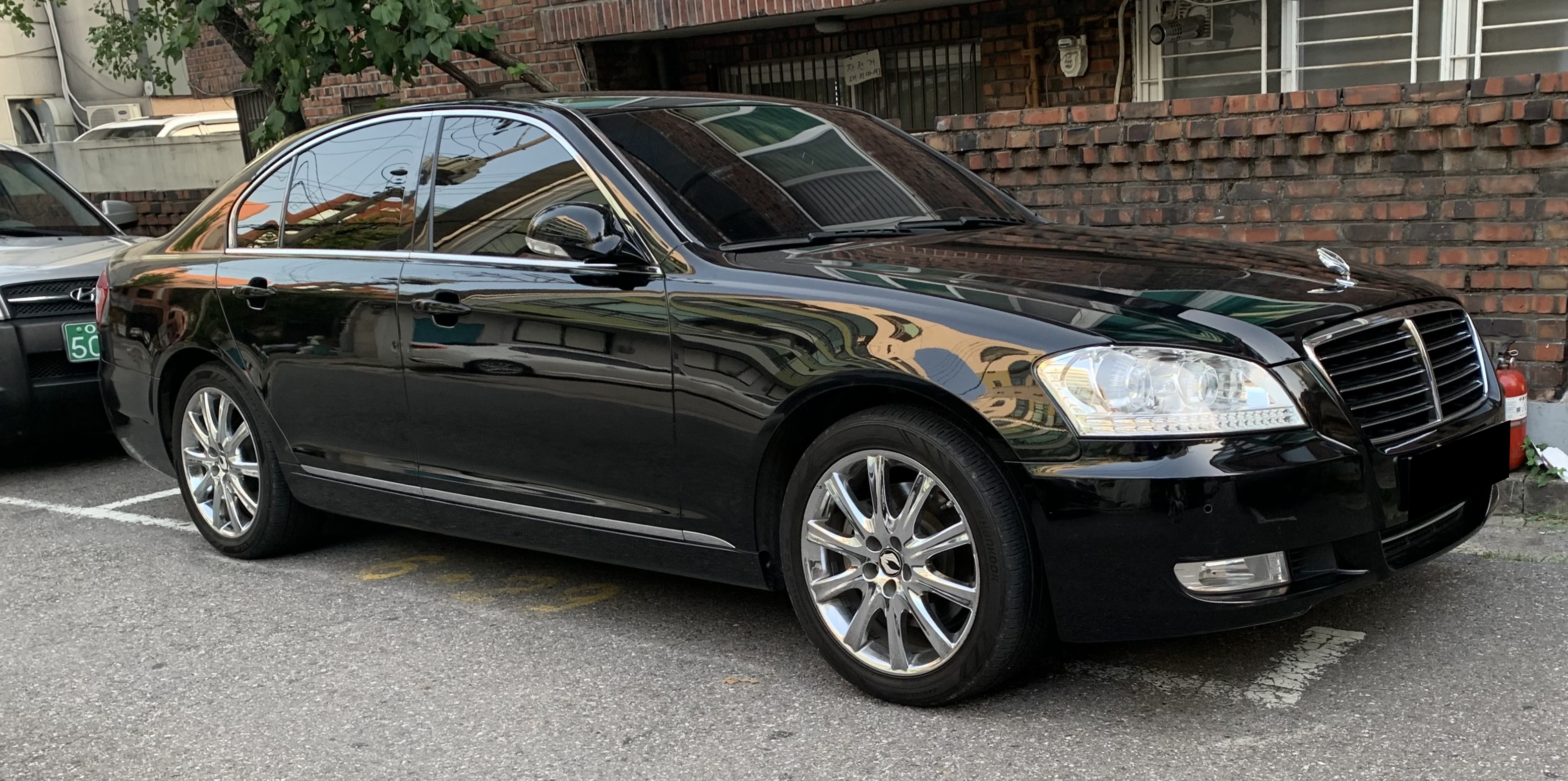
쌍용 체어맨 W 정측면

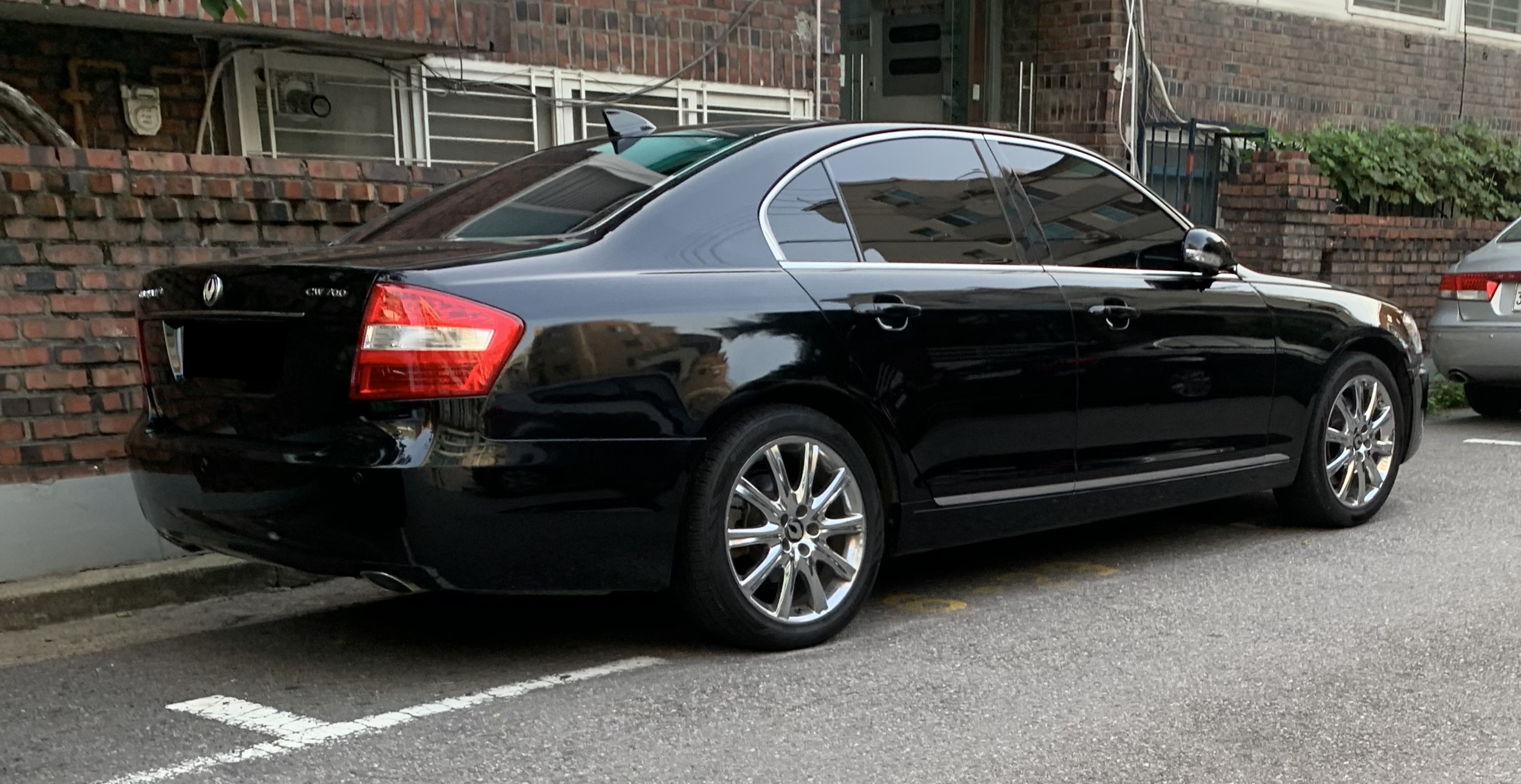
쌍용 체어맨 W 후측면

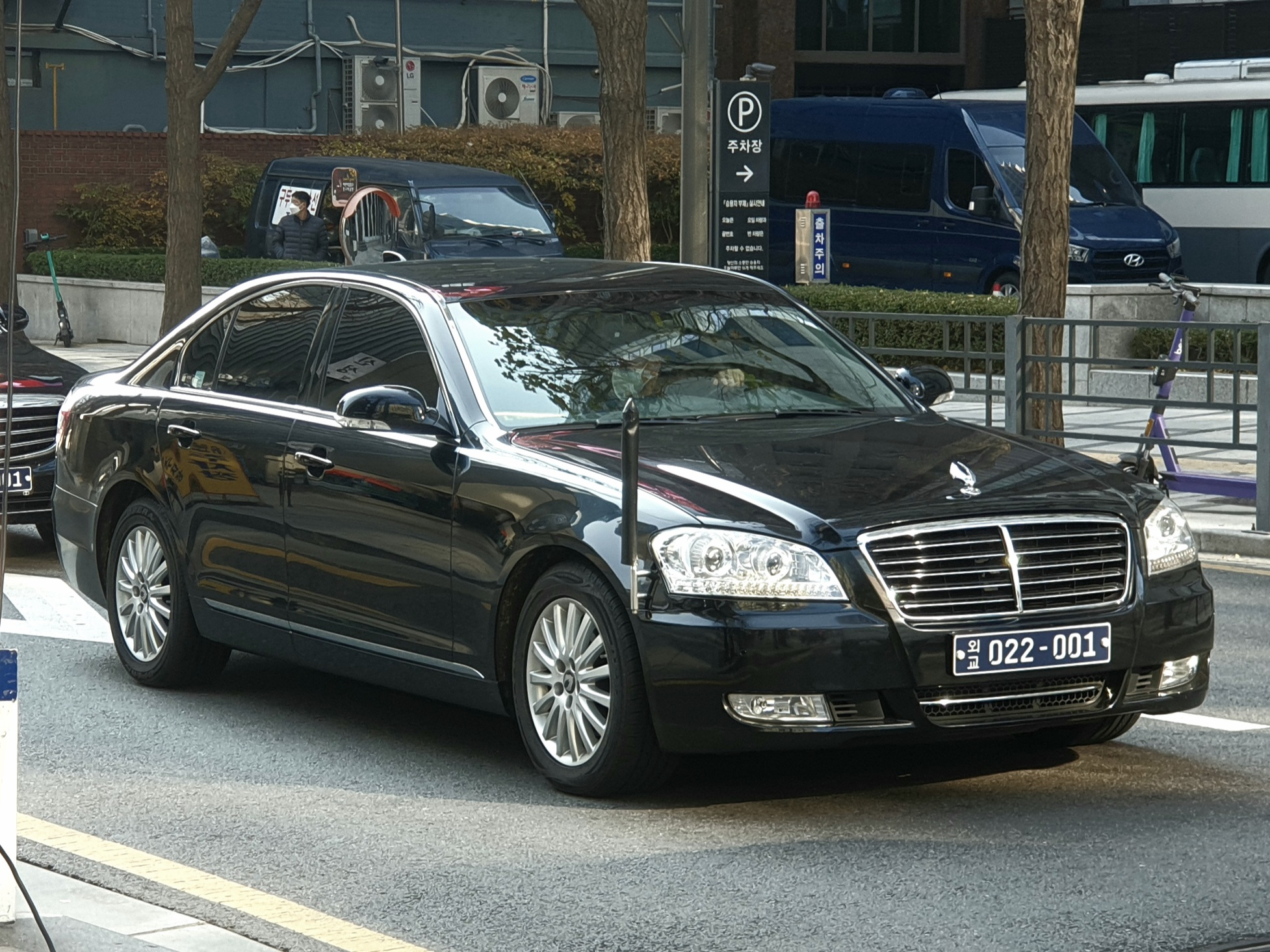
외교번호판을 단 쌍용 체어맨 W

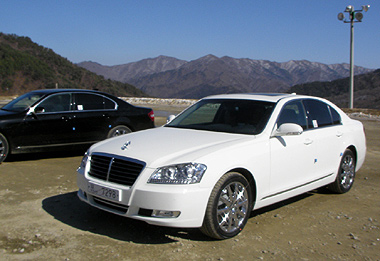
쌍용 체어맨 W 테스트카

2007년 4월에 개최된 서울모터쇼에서 WZ라는 이름의 컨셉트 카로 처음 선보였고, 양산형은 2008년 2월 27일에 출시되었다. 대한민국산 승용차 최초로 V형 8기통 5.0L 엔진과 7단 자동변속기(메르세데스-벤츠제), 앞좌석 무릎 에어백 등이 적용되어 대한민국산 자동차 중 최다인 10개의 에어백(뒷좌석 사이드 에어백이 적용시)이 장착되었다. 후륜구동 방식이 기본이나, 직렬 6기통 3.6L 엔진에 한해 대한민국산 승용차 최초로 4 트로닉이라고 명명된 4륜구동도 추가되었다. 2008년 8월에는 직렬 6기통 3.2L 엔진이 추가되었고, 2009년 9월에는 인테리어 색상에 회색을 적용한 그레이 에디션 트림이 추가되었다.

#### 제원
| 구분                 | 체어맨 W 직렬 6기통 3.2L 2WD | 체어맨 W 직렬 6기통 3.6L 2WD | 체어맨 W 직렬 6기통 3.6L 4WD | 체어맨 W V형 8기통 5.0L 2WD |
| -------------------- | ---------------------------- | ---------------------------- | ---------------------------- | --------------------------- |
| 전장 (mm)            | 5,110                        | 5,110 5,410(리무진)          | 5,110                        | 5,110 5,410(리무진)         |
| 전폭 (mm)            | 1,895                        | 1,895                        | 1,895                        | 1,895                       |
| 전고 (mm)            | 1,495                        | 1,495 1,500(리무진)          | 1,495                        | 1,495 1,500(리무진)         |
| 축거 (mm)            | 2,970                        | 2,970 3,270(리무진)          | 2,970                        | 2,970 3,270(리무진)         |
| 윤거 (전, mm)        | 1,600                        | 1,600                        | 1,600                        | 1,600                       |
| 윤거 (후, mm)        | 1,590                        | 1,590                        | 1,590                        | 1,590                       |
| 승차 정원            | 5명                          | 5명                          | 5명                          | 5명                         |
| 변속기               | 자동 7단                     | 자동 7단                     | 자동 7단                     | 자동 7단                    |
| 서스펜션 (전/후)     | 멀티 링크/멀티 링크          | 멀티 링크/멀티 링크          | 멀티 링크/멀티 링크          | 멀티 링크/멀티 링크         |
| 구동 형식            | 후륜 구동                    | 후륜 구동                    | 4륜 구동                     | 후륜 구동                   |
| 엔진 형식            | 162994                       | 163944                       | 163944                       | 113960                      |
| 연료                 | 가솔린                       | 가솔린                       | 가솔린                       | 가솔린                      |
| 배기량 (cc)          | 3,199                        | 3,598                        | 3,598                        | 4,966                       |
| 최고 출력 (ps/rpm)   | 225/6,600                    | 250/6,600                    | 250/6,600                    | 306/5,600                   |
| 최대 토크 (kg*m/rpm) | 30.2/4,600                   | 35.0/4,000                   | 35.0/4,000                   | 45.0/4,000                  |
| 연비 (km/L)          | 8.0(자동 7단)                | 7.8(자동 7단)                | 7.5(자동 7단)                | 7.3(자동 7단)               |

### 뉴 체어맨 W(2011년7월~2018년3월)

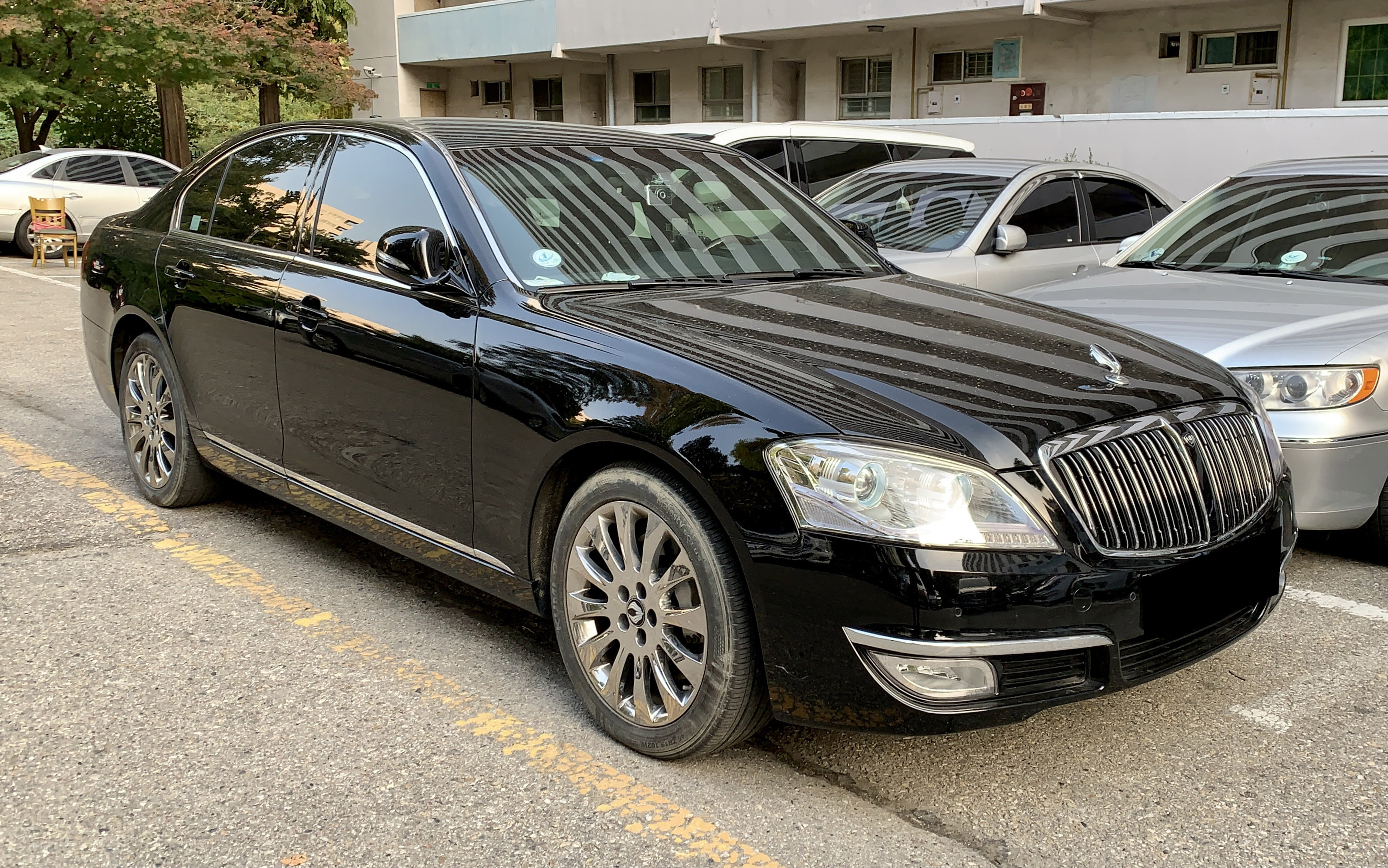
쌍용 뉴 체어맨 W 정측면

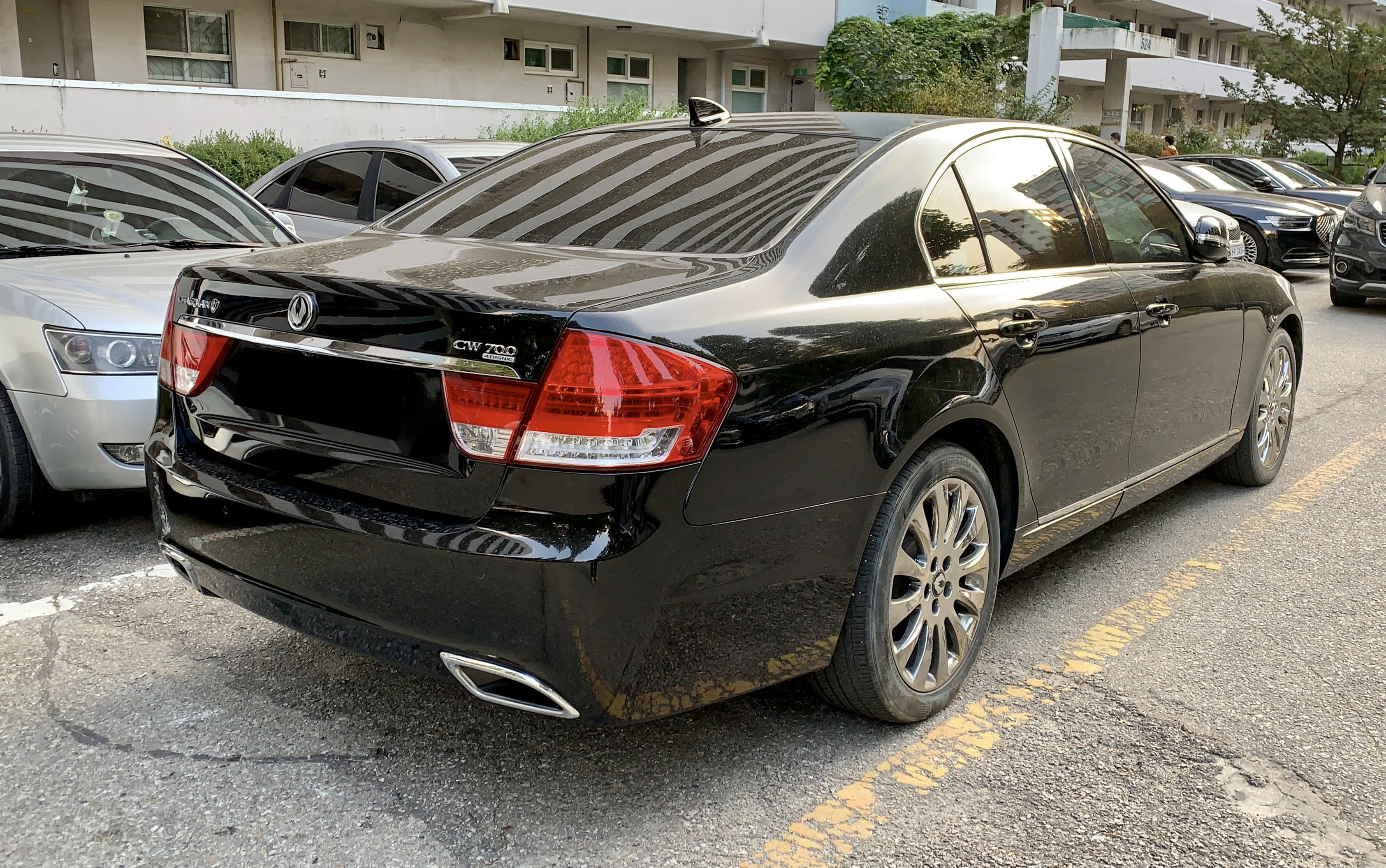
쌍용 뉴 체어맨 W 후측면

2011년 7월 6일에 출시되었다. 기존 체어맨 W의 프리미엄 이미지를 계승함과 동시에 페이스 리프트를 거쳐 현대적인 감각을 가미하였다. 자연광에 가까운 색도와 우수한 조사 성능 및 수명을 자랑하는 오토 레벨링 HID 헤드 램프, 고휘도 LED 방향 지시등, 범퍼 일체형 듀얼 머플러, 차량 이미지가 추가되어 직관성을 높인 트립 컴퓨터, 이중 접합 차음 유리 등이 새로 적용되었다. 직렬 6기통 3.6L 엔진에 한해 선택할 수 있던 4륜구동(4 트로닉) 시스템을 직렬 6기통 3.2L 엔진에서도 선택할 수 있도록 하여 선택의 폭을 넓혔다. 2013년 4월에 개최된 서울 모터쇼에서 2열 2인승 시트와 스코틀랜드 브릿지 오브 웨어 사의 가죽 시트가 적용된 서미트 트림(리무진)과 바우 에디션 트림(세단)이 추가되었다. 2014년 6월에 출시된 2015년형은 세이프티 전방 카메라가 모든 트림에 신규 적용되고, 4륜구동(4 트로닉) 시스템을 CW600(직렬 6기통 3.2L 엔진)과 CW700(직렬 6기통 3.6L 엔진)의 모든 트림에서 선택할 수 있도록 하였다. 2열 USB 충전기와 앞 좌석 3단 통풍 시트, 세로형 라디에이터 그릴도 모든 트림에 확대 적용되었다. 새롭게 디자인된 19인치 하이퍼 실버 스퍼터링 휠이 적용되었으며, 19인치 다이아몬드 커팅 휠이 새로 선보였다. 같은 해 7월에는 대한민국산 리무진 최초로 4륜구동(4 트로닉) 시스템을 CW700L(직렬 6기통 3.6L 엔진) 트림에서 선택할 수 있도록 하였다. 2016년 2월에는 상품성이 개선된 체어맨 W 카이저가 선보였는데, 독일어로 황제를 뜻하는 카이저라는 새로운 브랜드명을 채택함으로써 기존 엠블럼에서 황제의 상징인 독수리를 형상화한 카이저 엠블럼으로 교체되었다. 시트와 도어 트림에 퀼팅 패턴이 적용되었고, 대시보드에 블랙 글로시 타입의 새로운 우드 그레인과 골드 컬러 몰딩이 적용되어 고급감을 높였다. 전동식 세이프티 파워 트렁크를 비롯하여 19인치 스퍼터링 휠과 액티브 크루즈 컨트롤 등이 확대 적용되었다. 2017년 7월부터 판매가 부진한 리무진은 주문 제작 형식으로 변경되어 정식으로 판매하는 건 세단만 남았다. 같은 해 9월부터는 판매가 부진한 V형 8기통 5.0L 엔진 장착 사양 역시 주문 제작 형식으로 변경되었다. 그러나 대한민국에서 저유가로 인해 세단보다 SUV와 픽업트럭의 판매율이 높아 선전으로 인한 저조한 판매 실적과 판매 부진으로 인해 많은 인기를 얻지 못했고, 제네시스 G90, 기아 K9, 메르세데스-벤츠 S 클래스, BMW 7 시리즈, 아우디 A8, 캐딜락 CT6 등 경쟁 차종들의 선전으로 인해 결국 2017년 12월에 생산이 중단되었으나 이후 남은 재고가 판매되다가 결국 2018년 3월에 후속 차종 없이 단종되었다. 그렇게 해서 1997년부터 판매되었던 대형 세단 체어맨은 결국 2018년에 쌍용자동차의 역사 속의 뒤안길로 사라졌다.

## 역대 슬로건

### 1세대(W100)
- 이 시대 최고의 名土를 위한 차 (체어맨)
- 최고의 브이 • 아이 • 피를 위한 차 (체어맨)
- 세계명차의 안전성과 비교해 주십시오 (체어맨)
- 가치를 고집하는 귀하를 위해 (체어맨)
- 당신은 체어맨입니다 (체어맨)
- 100년 철학의 명차 (뉴 체어맨)
- PASSION ON THE MOVE (뉴 체어맨)
- 체어맨, 가장 새로운 클래식으로 완성되다 (체어맨 H 뉴 클래식)

### 2세대(W200)
- 대한민국 CEO (채어맨 W, 뉴 체어맨 W)

## 라인업

### 1세대
체어맨
- CM400(세단)
- CM400S(세단)
- CM500(세단)
- CM500S(세단)
- CM600S(세단)
- CM600L(리무진)

뉴 체어맨
- CM400S(세단)
- CM500S(세단)
- CM600S(세단)
- CM700S(세단)
- CM600L(리무진)
- CM700L(리무진)

체어맨 H
- 500S(세단)
- 600S(세단)

체어맨 H 뉴 클래식
- 500S(세단)
- 600S(세단)

### 2세대
체어맨 W
- CW600(세단)
- CW700(세단)
- CW700 4 Tronic(세단)
- V8 5000(세단)
- CW700L(리무진)
- V8 5000L(리무진)

뉴 체어맨 W
- CW600(세단)
- CW600 4 Tronic(세단)
- CW700(세단)
- CW700 4 Tronic(세단)
- CW700L(리무진)
- CW700L 4 Tronic(리무진)
- V8 5000(세단)
- V8 5000L(리무진)